# Igreja de Santo Antão (Vila do Porto)

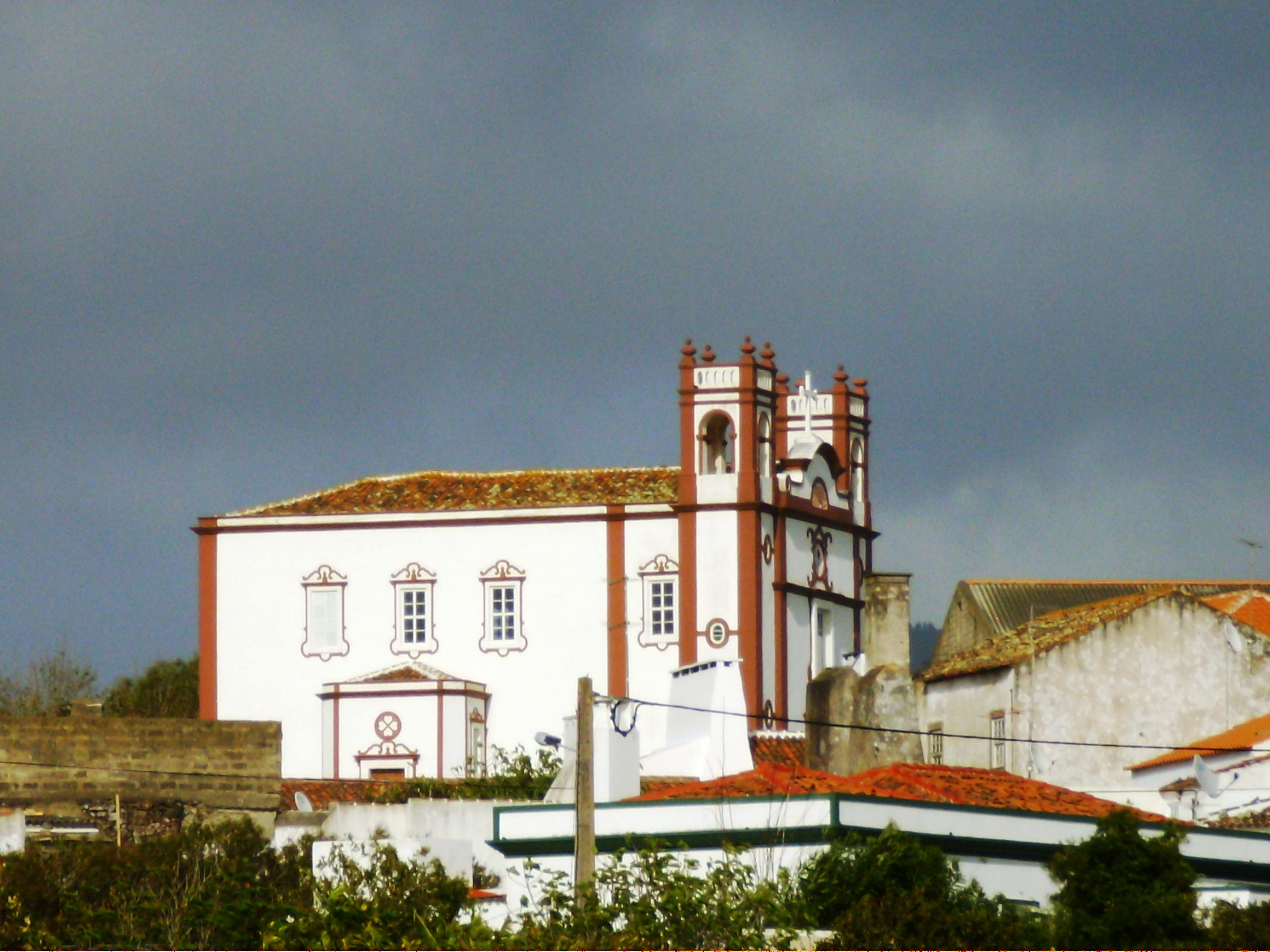
Igreja de Santo Antão.

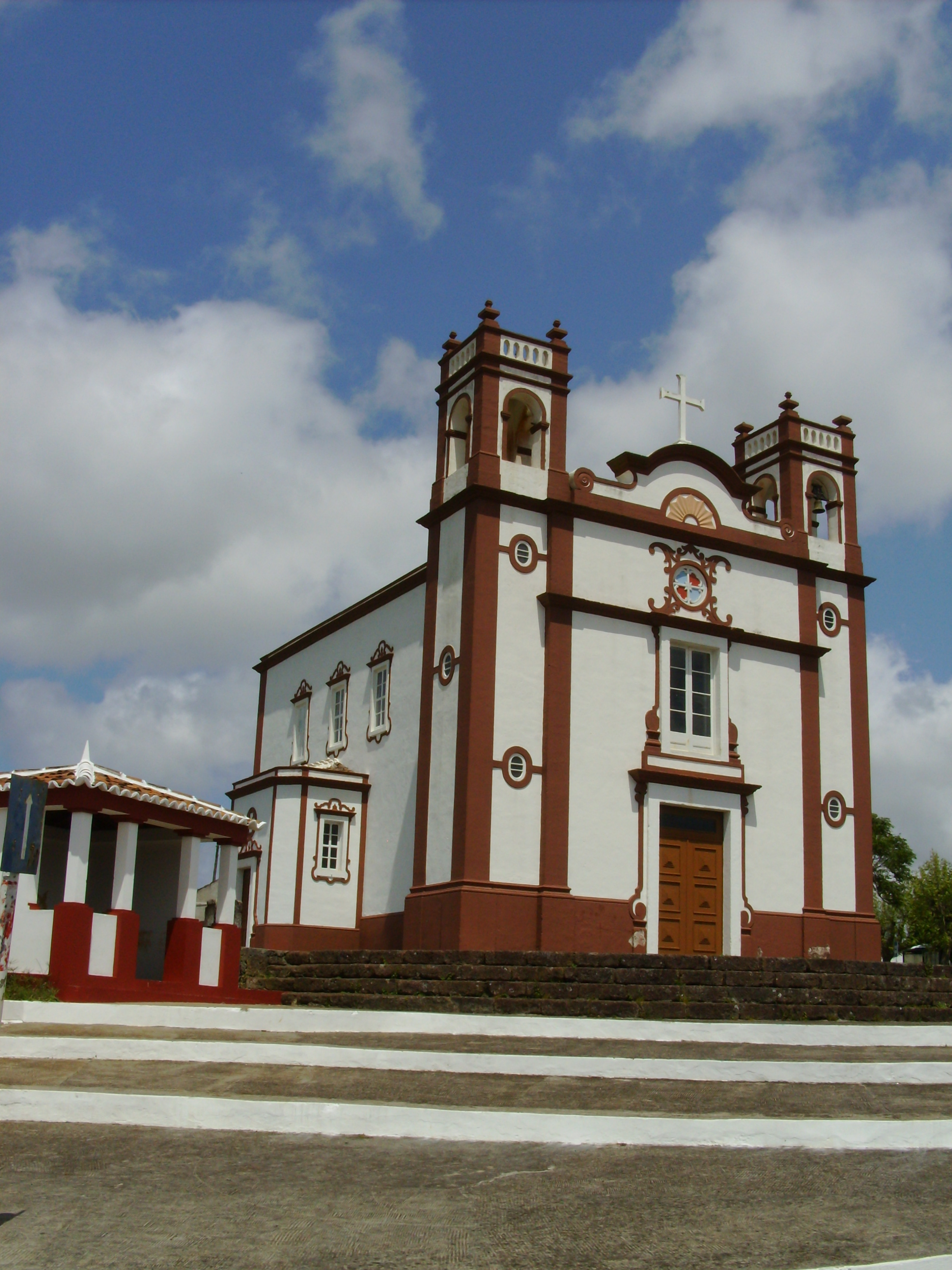
Igreja de Santo Antão: alçado esquerdo e "theatro".

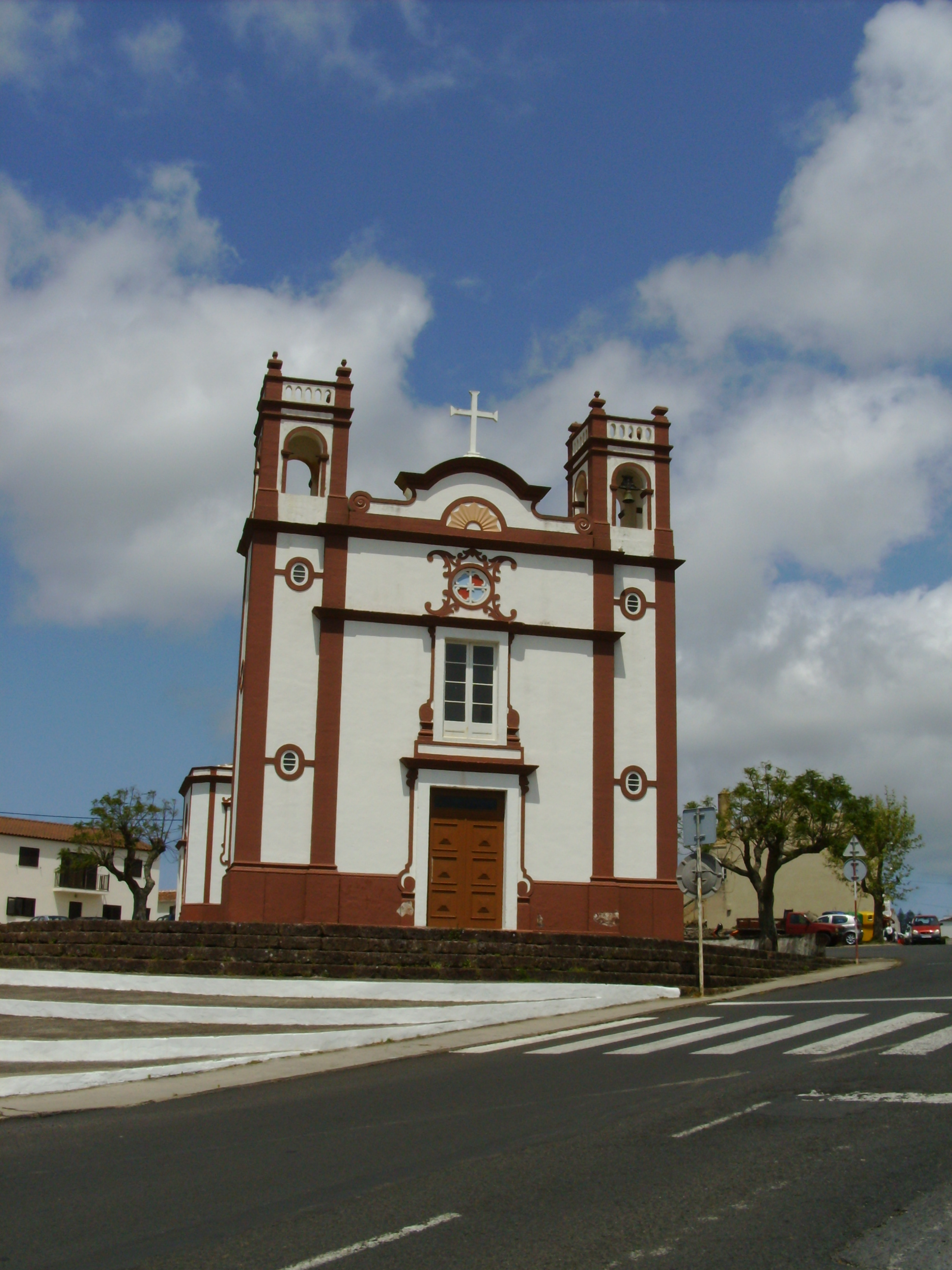
Igreja de Santo Antão: fachada.

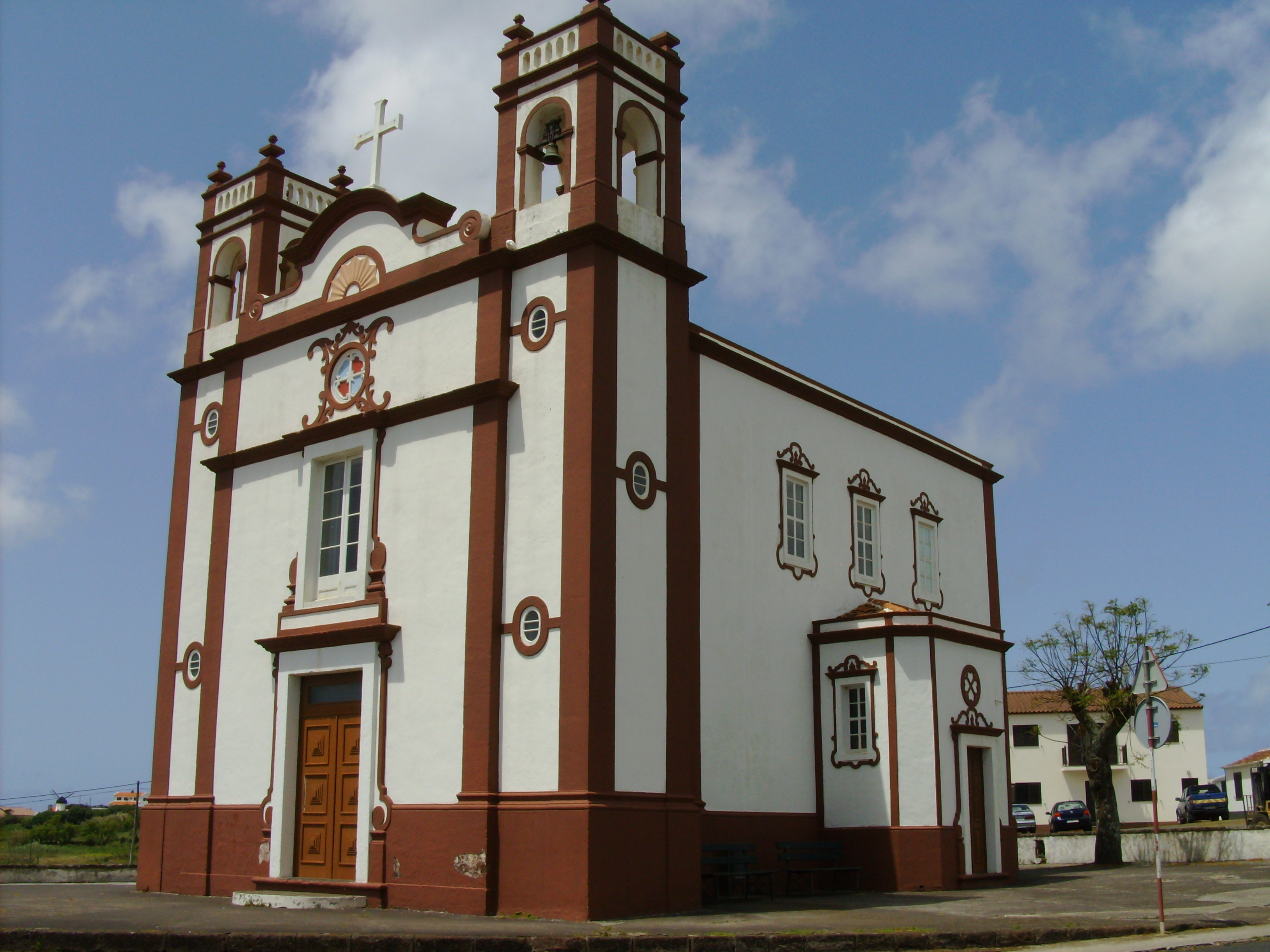
Igreja de Santo Antão: alçado direito.

A Igreja de Santo Antão localiza-se no Largo Dr. Jaime de Figueiredo (antigo Largo de Santo Antão) na freguesia da Vila do Porto, concelho da Vila do Porto, na ilha de Santa Maria, nos Açores.

## História
Remonta a uma primitiva ermida, referida por Gaspar Frutuoso, sobretudo quando descreve os acontecimentos verificados por ocasião da incursão de corsários franceses de 1576.
Embora se ignore a data precisa da sua construção, a sua fachada era voltada para oeste, não possuindo este templo qualquer torre. Apenas era cercada por um mainel que limitava um adro de relvado. Constituía-se no término do arrabalde da primitiva vila.
Encontra-se referida por MONTE ALVERNE (1986) ao final do século XVII.
No inicio do século XX encontrando-se severamente danificada, foi decidida a sua reconstrução. Esta teve lugar em 1933, com projecto elaborado pelo entalhador João Soares Cordeiro. Sem que tivesse respeitado a antiga estrutura, o mesmo também não obedeceu a qualquer plano ou regra arquitectónica, o que a tornou desproporcionada e incorrecta em alguns pormenores, segundo os críticos.
As despesas com as obras do novo templo foram cobertas com a receita de esmolas da população e de alguns imigrantes residentes nos Estados Unidos da América.
Reconsagrada em 8 de janeiro de 1934, passou a ser alvo de uma romaria anual, em janeiro, pela festa do respectivo orago, com arrematação de ofertas votivas e arraial na véspera.

## Características
Apresenta planta retangular com uma nave, duas torres sineiras ladeando a fachada principal e dois pequenos corpos salientes de planta quadrangular com os cantos cortados, a meio das fachadas laterais, correspondendo às capelas laterais da nave. É construída em alvenaria de pedra rebocada e caiada, com excepção do soco (de perfil recortado), dos cunhais, das pilastras, das cornijas, das molduras dos vãos, dos elementos decorativos e da cruz, elementos pintados.
A fachada principal, voltada ao sul, é dividida em três partes, separadas por pilastras, correspondendo as partes laterais às torres. A parte central apresenta três vãos sobrepostos a eixo (respectivamente a porta, uma janela rectangular e um óculo) ligados entre si pelas molduras e elementos decorativos que os rodeiam. É rematada por um frontão curvo, com um relevo decorativo no tímpano, ladeado por dois segmentos de platibanda que fazem a ligação às torres. Existem cornijas sobre a porta, entre a janela e o óculo à largura do corpo central, sob o frontão e os campanários a toda a largura da fachada, e sobre o frontão. Ao meio deste último ergue-se a cruz.
Cada torre sineira tem dois pequenos óculos elípticos do lado da fachada principal e um do lado das fachadas laterais, situados em níveis alternados. Cada campanário tem quatro vãos com arcos de volta perfeita sobre impostas, e é rematado por uma balaustrada com pináculos nos ângulos.
O acesso faz-se por escadaria e adro semicircular. À esquerda do adro encontra-se o "teatro", onde se realizam os Impérios.